# Drágszél
Drágszél este un sat în districtul Kalocsa, județul Bács-Kiskun, Ungaria, având o populație de 350 de locuitori (2011). 

## Demografie
Componența etnică a satului Drágszél
     Maghiari (95,63%)
     Romi (2,81%)
     Germani (1,56%)
Componența confesională a satului Drágszél
     Fără religie (9,43%)
     Reformați (5,71%)
     Necunoscută (84%)
     Atei (0,86%)
Conform recensământului din 2011, satul Drágszél avea 350 de locuitori. Din punct de vedere etnic, majoritatea locuitorilor (95,63%) erau maghiari, existând și minorități de romi (2,81%) și germani (1,56%). Nu există o religie majoritară, locuitorii fiind persoane fără religie (9,43%) și reformați (5,71%). Pentru 84,0% din locuitori nu este cunoscută apartenența confesională.